# Proyecto Cero Quinientos Cincuenta y Dos
Proyecto Cero Quinientos Cincuenta y Dos är en ort i Mexiko.   Den ligger i kommunen Santo Domingo Tepuxtepec och delstaten Oaxaca, i den sydöstra delen av landet, 400 km sydost om huvudstaden Mexico City. Proyecto Cero Quinientos Cincuenta y Dos ligger 2 157 meter över havet och antalet invånare är 162.
Terrängen runt Proyecto Cero Quinientos Cincuenta y Dos är kuperad åt sydväst, men åt nordost är den bergig. Runt Proyecto Cero Quinientos Cincuenta y Dos är det ganska glesbefolkat, med 22 invånare per kvadratkilometer. Närmaste större samhälle är Santo Domingo Tepuxtepec, 1,2 km öster om Proyecto Cero Quinientos Cincuenta y Dos. I omgivningarna runt Proyecto Cero Quinientos Cincuenta y Dos växer i huvudsak blandskog.